# Alberto Sant
Pour les articles homonymes, voir Sant.
Alberto Sant Alentà né le 27 octobre 1933 à Sabadell (Catalogne), est un coureur cycliste espagnol, professionnel de 1954 à 1964. Son père Pedro et son frère Pedro (1929) furent également coureurs cyclistes.

## Palmarès
- 1951
  - GP Pascuas
- 1953
  -  Champion d'Espagne de l'américaine (avec Pedro Sant Alentá)
  - 3e du GP Pascuas
- 1954
  - Championnat de Catalogne
  - 3e étape du Tour de Catalogne
  - 2e du Tour de Catalogne
- 1957
  -  Champion d'Espagne par régions (avec Miguel Poblet et Francisco Masip)
  - 1re et 14e (contre-la-montre) étapes du Tour de Colombie
  - Tour de La Rioja
- 1962
  - 3e étape du Tour d'Andalousie

## Résultats sur les grands tours

### Tour d'Espagne
2 participations
- 1957 : 14e
- 1958 : abandon (8e étape)
- 1961 : non-partant (6e étape)

### Tour d'Italie
1 participation
- 1962 : abandon (3e étape)